# Copa Libertadores 2012
De Copa Libertadores de América 2012 ("Bevrijders van Amerika beker") was de 53ste editie van de Copa Libertadores, een jaarlijks voetbaltoernooi voor clubs uit Latijns-Amerika, georganiseerd door CONMEBOL. Sinds 2008 is de officiële naam van het toernooi de Copa Santander Libertadores.
Santos FC was de titelverdediger.

## Voorronde
In de eerste ronde speelden twaalf teams een thuis- en uitwedstrijd voor zes plaatsen in de tweede fase. De heenwedstrijden werden op 24 januari gespeeld, de terugwedstrijden op 2 februari.
| Teams          | Teams  | Teams          | Score    | Score  | Tie-breakers | Tie-breakers | Tie-breakers |
| Team 1         | Punten | Team 2         | Heenduel | Return | DS           | AD           | PEN          |
| -------------- | ------ | -------------- | -------- | ------ | ------------ | ------------ | ------------ |
| Sport Huancayo | 1-4    | Arsenal        | 0-3      | 1-1    | —            | —            | —            |
| Flamengo       | 3-3    | Real Potosí    | 1-2      | 2-0    | +1:−1        | —            | —            |
| Caracas        | 1-5    | Peñarol        | 0-4      | 1-1    | —            | —            | —            |
| Libertad       | 3-3    | El Nacional    | 0-1      | 4-1    | +2:−2        | —            | —            |
| Once Caldas    | 2-3    | Internacional  | 0-1      | 2-2    | —            | —            | —            |
| UANL           | 2-3    | Unión Española | 0-1      | 2-2    | —            | —            | —            |

## Tweede ronde
In de tweede fase speelden de zes winnaars van de eerste ronde plus 26 direct geplaatste clubs in acht groepen van vier clubs een minicompetitie. De groepswinnaars en de zes beste nummers twee kwalificeerden zich voor de achtste finale. De wedstrijden werden tussen 7 februari en 19 april gespeeld.

### Groep 1
| Team          | AW | W | G | V | DV | DT | DS | pnt |
| ------------- | -- | - | - | - | -- | -- | -- | --- |
| Santos        | 6  | 4 | 1 | 1 | 12 | 5  | +7 | 13  |
| Internacional | 6  | 2 | 2 | 2 | 10 | 6  | +4 | 8   |
| The Strongest | 6  | 2 | 1 | 3 | 5  | 11 | −6 | 7   |
| Juan Aurich   | 6  | 2 | 0 | 4 | 4  | 9  | −5 | 6   |

### Groep 2
| Team     | AW | W | G | V | DV | DT | DS | pnt |
| -------- | -- | - | - | - | -- | -- | -- | --- |
| Lanús    | 6  | 3 | 1 | 2 | 11 | 6  | +5 | 10  |
| Emelec   | 6  | 3 | 0 | 3 | 7  | 8  | −1 | 9   |
| Flamengo | 6  | 2 | 2 | 2 | 12 | 10 | +2 | 8   |
| Olimpia  | 6  | 2 | 1 | 3 | 10 | 16 | -6 | 7   |

### Groep 3
| Team                 | AW | W | G | V | DV | DT | DS | pnt |
| -------------------- | -- | - | - | - | -- | -- | -- | --- |
| Unión Española       | 6  | 3 | 1 | 2 | 10 | 7  | +3 | 10  |
| Bolívar              | 6  | 3 | 1 | 2 | 9  | 7  | +2 | 10  |
| Junior               | 6  | 2 | 1 | 3 | 8  | 8  | 0  | 7   |
| Universidad Católica | 6  | 1 | 3 | 2 | 6  | 11 | -5 | 6   |

### Groep 4
| Team         | AW | W | G | V | DV | DT | DS | pnt |
| ------------ | -- | - | - | - | -- | -- | -- | --- |
| Fluminense   | 6  | 5 | 0 | 1 | 7  | 4  | +3 | 15  |
| Boca Juniors | 6  | 4 | 1 | 1 | 9  | 3  | +6 | 13  |
| Arsenal      | 6  | 2 | 0 | 4 | 6  | 7  | -1 | 6   |
| Zamora       | 6  | 0 | 1 | 5 | 0  | 8  | -8 | 1   |

### Groep 5
| Team          | AW | W | G | V | DV | DT | DS | pnt |
| ------------- | -- | - | - | - | -- | -- | -- | --- |
| Libertad      | 6  | 4 | 1 | 1 | 11 | 7  | +4 | 13  |
| Vasco da Gama | 6  | 4 | 1 | 1 | 10 | 6  | +4 | 13  |
| Nacional      | 6  | 2 | 0 | 4 | 5  | 7  | -2 | 6   |
| Alianza Lima  | 6  | 1 | 0 | 5 | 6  | 12 | -6 | 3   |

### Groep 6
| Team              | AW | W | G | V | DV | DT | DS  | pnt |
| ----------------- | -- | - | - | - | -- | -- | --- | --- |
| Corinthians       | 6  | 4 | 2 | 0 | 13 | 2  | +11 | 14  |
| Cruz Azul         | 6  | 3 | 2 | 1 | 11 | 4  | +7  | 11  |
| Nacional          | 6  | 1 | 1 | 4 | 6  | 13 | -7  | 4   |
| Deportivo Táchira | 6  | 0 | 3 | 3 | 4  | 15 | -11 | 3   |

### Groep 7
| Team              | AW | W | G | V | DV | DT | DS  | pnt |
| ----------------- | -- | - | - | - | -- | -- | --- | --- |
| Vélez Sársfield   | 6  | 4 | 0 | 2 | 10 | 6  | +4  | 12  |
| Deportivo Quito   | 6  | 3 | 1 | 2 | 11 | 4  | +7  | 10  |
| Defensor Sporting | 6  | 3 | 0 | 3 | 6  | 7  | -1  | 9   |
| Guadalajara       | 6  | 1 | 1 | 4 | 2  | 12 | -10 | 4   |

### Groep 8
| Team                 | AW | W | G | V | DV | DT | DS | pnt |
| -------------------- | -- | - | - | - | -- | -- | -- | --- |
| Universidad de Chile | 6  | 4 | 1 | 1 | 11 | 6  | +5 | 13  |
| Atlético Nacional    | 6  | 3 | 2 | 1 | 16 | 8  | +8 | 11  |
| Godoy Cruz           | 6  | 1 | 2 | 3 | 10 | 16 | -6 | 5   |
| Peñarol              | 6  | 1 | 1 | 4 | 6  | 13 | -7 | 4   |

## Knock-outfase

### 16de finales
| Teams                | Teams  | Teams             | Scores         | Scores        | Goals     | Goals         | Goals     |
| Team 1               | Punten | Team 2            | 1ste wedstrijd | 2de wedstrijd | Doelsaldo | Uitdoelpunten | Penalty's |
| -------------------- | ------ | ----------------- | -------------- | ------------- | --------- | ------------- | --------- |
| Fluminense           | 4-1    | Internacional     | 0–0            | 2–1           | —         | —             | —         |
| Corinthians          | 4-1    | Emelec            | 0–0            | 3–0           | —         | —             | —         |
| Santos               | 3-3    | Bolívar           | 1–2            | 8–0           | +7:−7     | —             | —         |
| Universidad de Chile | 3-3    | Deportivo Quito   | 1–4            | 6–0           | +3:−3     | —             | —         |
| Libertad             | 4-1    | Cruz Azul         | 1–1            | 2–0           | —         | —             | —         |
| Vélez Sársfield      | 4-1    | Atlético Nacional | 1–0            | 1–1           | —         | —             | —         |
| Lanús                | 3-3    | Vasco da Gama     | 1–2            | 2–1           | 0:0       | 1:1           | 4–5       |
| Unión Española       | 0-6    | Boca Juniors      | 1–2            | 2–3           | —         | —             | —         |

### Kwartfinales
| Teams                | Teams  | Teams           | Scores         | Scores        | Goals     | Goals         | Goals     |
| Team 1               | Punten | Team 2          | 1ste wedstrijd | 2de wedstrijd | Doelsaldo | Uitdoelpunten | Penalty's |
| -------------------- | ------ | --------------- | -------------- | ------------- | --------- | ------------- | --------- |
| Fluminense           | 1-4    | Boca Juniors    | 0-1            | 1-1           |           |               |           |
| Corinthians          | 4-1    | Vasco da Gama   | 0-0            | 1-0           |           |               |           |
| Santos               | 3-3    | Vélez Sársfield | 0-1            | 1-0           | 0-0       | 0-0           | 4-2       |
| Universidad de Chile | 2-2    | Libertad        | 1-1            | 1-1           | 0-0       | 1-1           | 5-3       |

### Halve finales
| Teams                | Teams  | Teams        | Scores         | Scores        | Goals     | Goals         | Goals     |
| Team 1               | Punten | Team 2       | 1ste wedstrijd | 2de wedstrijd | Doelsaldo | Uitdoelpunten | Penalty's |
| -------------------- | ------ | ------------ | -------------- | ------------- | --------- | ------------- | --------- |
| Universidad de Chile | 0-2    | Boca Juniors | 0-2            | 0-0           |           |               |           |
| Corinthians          | 2-1    | Santos       | 1-0            | 1-1           |           |               |           |

### Finale
| Teams        | Teams  | Teams       | Scores         | Scores        | Goals     | Goals         | Goals     |
| Team 1       | Punten | Team 2      | 1ste wedstrijd | 2de wedstrijd | Doelsaldo | Uitdoelpunten | Penalty's |
| ------------ | ------ | ----------- | -------------- | ------------- | --------- | ------------- | --------- |
| Boca Juniors | 1-3    | Corinthians | 1-1            | 0-2           |           |               |           |

## Statistieken

### Scheidsrechters
| Naam              | Geboren    | Land   | Duels | Kreeg geel | Kreeg voor de tweede keer geel en dus rood | Weggestuurd |
| ----------------- | ---------- | ------ | ----- | ---------- | ------------------------------------------ | ----------- |
| Wilmar Roldán     | 24.01.1980 | COL    | 10    | 52         | 2                                          | 2           |
| Enrique Osses     | 26.05.1974 | CHI    | 9     | 38         | 1                                          | 1           |
| Darío Ubriaco     | 08.02.1972 | URU    | 8     | 38         | 0                                          | 2           |
| José Buitrago     | 05.11.1970 | COL    | 6     | 40         | 2                                          | 1           |
| Roberto Silvera   | 30.01.1971 | URU    | 6     | 36         | 1                                          | 2           |
| Martín Vázquez    | 14.01.1969 | URU    | 6     | 26         | 1                                          | 0           |
| Leandro Vuaden    | 29.06.1975 | BRA    | 6     | 28         | 0                                          | 0           |
| Carlos Amarilla   | 26.10.1970 | PAR    | 5     | 28         | 0                                          | 0           |
| Víctor Carrillo   | 30.10.1975 | PER    | 5     | 22         | 0                                          | 3           |
| Víctor Rivera     | 11.01.1967 | PER    | 5     | 27         | 1                                          | 0           |
| Patricio Loustau  | 15.04.1975 | ARG    | 4     | 18         | 2                                          | 0           |
| Julio Quintana    | 00.00.1978 | PAR    | 4     | 23         | 0                                          | 0           |
| Sandro Ricci      | 28.09.1970 | BRA    | 4     | 18         | 0                                          | 1           |
| Carlos Vera       | 25.06.1976 | ECU    | 4     | 12         | 0                                          | 0           |
| Federico Beligoy  | 13.10.1969 | ARG    | 3     | 16         | 0                                          | 2           |
| Alfredo Intriago  | 04.12.1970 | ECU    | 3     | 12         | 0                                          | 2           |
| Saul Laverni      | 21.01.1970 | ARG    | 3     | 12         | 1                                          | 2           |
| Heber Lopes       | 13.07.1972 | BRA    | 3     | 17         | 1                                          | 0           |
| Pablo Lunati      | 05.06.1967 | ARG    | 3     | 10         | 0                                          | 0           |
| Raúl Orosco       | 25.03.1979 | BOL    | 3     | 14         | 1                                          | 1           |
| Néstor Pitana     | 17.06.1975 | ARG    | 3     | 17         | 0                                          | 0           |
| Patricio Polic    | 00.00.1972 | CHI    | 3     | 10         | 1                                          | 1           |
| Omar Ponce        | 25.01.1977 | ECU    | 3     | 14         | 0                                          | 0           |
| Wilson Seneme     | 28.09.1970 | BRA    | 3     | 13         | 0                                          | 0           |
| Juan Soto         | 14.10.1977 | VEN    | 3     | 16         | 0                                          | 0           |
| Antonio Arias     | 07.09.1972 | PAR    | 2     | 8          | 0                                          | 3           |
| Enrique Cáceres   | 20.03.1974 | PAR    | 2     | 7          | 1                                          | 0           |
| Francisco Chacón  | 08.05.1976 | MEX    | 2     | 7          | 2                                          | 0           |
| Paulo de Oliveira | 16.12.1973 | BRA    | 2     | 9          | 1                                          | 0           |
| Marlon Escalante  | 19.02.1974 | VEN    | 2     | 10         | 0                                          | 0           |
| Sergio Pezzotta   | 28.11.1967 | ARG    | 2     | 7          | 1                                          | 0           |
| Líber Prudente    | 07.09.1971 | URU    | 2     | 8          | 1                                          | 0           |
| Diego Abal        | 28.12.1971 | ARG    | 1     | 2          | 0                                          | 1           |
| Joaquín Antequera | 20.09.1973 | BOL    | 1     | 4          | 0                                          | 0           |
| Marcelo de Lima   | 26.08.1971 | BRA    | 1     | 4          | 1                                          | 0           |
| César de Oliveira | 16.12.1973 | BRA    | 1     | 7          | 0                                          | 0           |
| Henry Gambetta    | 23.02.1974 | PER    | 1     | 1          | 0                                          | 0           |
| Imer Machado      | 26.03.1973 | COL    | 1     | 6          | 0                                          | 0           |
| Ricardo Marques   | 18.06.1979 | BRA    | 1     | 5          | 0                                          | 0           |
| Claudio Puga      | 08.06.1971 | CHI    | 1     | 8          | 1                                          | 0           |
| Evandro Roman     | 03.03.1973 | BRA    | 1     | 9          | 0                                          | 0           |
| Totaal            | Totaal     | Totaal | 138   | 659        | 22                                         | 24          |